# Halalaimus minusculus
Halalaimus minusculus is een rondwormensoort uit de familie van de Oxystominidae. De wetenschappelijke naam van de soort is voor het eerst geldig gepubliceerd in 1978 door Tchesunov.